# Cuerpo Nova
El Cuerpo Nova es una fuerza militar / policial intergaláctica ficticia que aparece en los cómics estadounidenses publicados por Marvel Comics. Creado por el escritor Marv Wolfman, el Cuerpo apareció por primera vez en Fantastic Four # 205 (abril de 1979). Desde entonces, han aparecido en muchas otras historias de Marvel ambientadas en el espacio exterior y en las adaptaciones de los medios, como la serie de televisión animada The Super Hero Squad Show,  la película de 2014 Guardianes de la Galaxia y la serie animada What if...? del 2023, ambas ambientadas  en el Marvel Cinematic Universe.

## Historia de organización ficticia
El Cuerpo Nova era originalmente un grupo de milicianos y exploración espacial del planeta Xandar. Constaba de 500 soldados subiendo en rango desde "Oficial" hasta "centurión" y su líder "Centurión Nova Prime". La fuente de poder del Cuerpo Nova es llamada la Fuerza Nova, que es una energía ilimitada generada por un ordenador viviente llamado el Mundomente Xandariano. El Cuerpo Nova tiene dos prioridades: defender la civilización Xandariana y proteger y salvaguardar el Mundomente Xandariano.
El Cuerpo Nova y Xandar fueron destruidos tres veces: una vez por el alienígena Zorr, una vez por la pirata espacial Nebula, y una vez por la Ola de Aniquilación. También tuvieron una costosa guerra con los Skrulls.
Durante la Invasión Secreta de los Skrulls a la Tierra, el Cuerpo Nova fue formado por cuarta vez para ayudar al Nova Prime Richard Rider a defender al edificio del Proyecto Pegaso de los Skrulls. Su base de operaciones estaba dentro de Ego el Planeta Viviente, rebautizado "Nu-Xandar".
Durante la Guerra Kree-Shi'ar, el Mundomente Xandariano comienza a reclutar nuevos miembros al Cuerpo Nova sin decirle a Richard. Al enterarse de que Ego el Planeta Viviente es uno de los Cuerpo Nova, Richard le habla en contra de esto al Mundomente Xandariano. Richard es despojado de su rango y dado de baja del Cuerpo Nova. Después de que la mayoría de los nuevos reclutas son asesinados por la Guardia Imperial de los Shi'ar, Ego es dado de baja del Cuerpo Nova y Richard es reinstalado. Después, Richard se compromete a entrenar a los reclutas restantes, que también incluye a su hermano menor Robert.
Durante la guerra con el Cancerverso, Richard toma la Fuerza Nova de los otros reclutas para usarla contra Thanos. Richard aparentemente muere antes de devolverla, dejando sin poderes al Cuerpo Nova.
Cuando la Fuerza Fénix regresa a la Tierra en un período previo a la historia Avengers vs. X-Men, un nuevo centurión llamado Sam Alexander llega para ayudar a los Vengadores a detenerla.
Más tarde se reveló que había una versión de Black Ops de los Nova Corps llamada Supernovas (también conocida como Black Novas).
Durante la historia del Pecado Original, Sam supo por el asesino de Uatu, el Vigilante, que la membresía de los Supernovas consistía en ladrones y asesinos. Más tarde descubrió que aunque los Black Novas comenzaron con Novas corruptos robando la Fuerza Nova, eventualmente se convirtieron en un brazo de fuerzas especiales sancionadas del Cuerpo Nova.
Se muestra que los Nova Corps se está reconstruyendo a sí mismo, con nuevos reclutas y antiguos miembros, en el volumen de 2017 de "Todos los nuevos Guardianes de la Galaxia".

## La Fuerza Nova
La Fuerza Nova es la fuente de energía para Nova y todo el Cuerpo Nova, generada y controlada por los Ordenadores Vivientes de Xandar llamados el Mundomente Xandariano. La cantidad de Fuerza Nova a la que puede acceder un miembro del Cuerpo Nova está determinada por su rango. Cuanto más alto sea el rango, a más poder puede tener acceso. Se ha observado, como es el caso de Garthan Saal, que algunas exposiciones a la Fuerza Nova pueden inducir locura e inestabilidad mental con la exposición prolongada a niveles extremadamente altos.
La Fuerza Nova puede conceder al receptor (en diversos grados dependiendo del rango) varias habilidades incluyendo fuerza sobrehumana, velocidad, reflejos, y percepción. También otorga vuelo a velocidad superior a la luz, un factor curativo, y poderes de energía. Estos poderes de energía incluyen la habilidad de crear un rayo electromagnético o un pulso gravimétrico. También se puede utilizar para crear entradas estelares. El enlace al Mundomente permite al usuario acceder a los perfiles enemigos, analizar las fortalezas y debilidades de un atacante, la interfaz con los ordenadores, analizar firmas de energía, crear escudos contra los ataques mentales y recibir transmisiones de fuentes cercanas.
Como oficial del cuerpo, Richard Rider utiliza algunos trajes Nova/trajes de batalla diseñados por su compañero de los Nuevos Guerreros Dwayne Taylor. Estos trajes tienen varias habilidades adicionales. Otros miembros han sido observados usando armas tradicionales, como armas de fuego.

## Rangos del Cuerpo Nova
El Cuerpo Nova tiene rangos desde el rango más alto al rango más bajo:
- Nova Prime – El Centurión Nova designado como "Prime" es el miembro de mayor rango del Cuerpo Nova. El Nova Prime está dotado de una vasta porción de la Fuerza Nova, y es capaz de grandes hazañas de manipulación y proyección de energía.[13]

- Centurión – Los Centuriones son el nivel más alto del Cuerpo Nova. Es desde los Centuriones que es seleccionado el Centurión Nova Prime. Los Centuriones pueden levantar unas 20 toneladas.[cita requerida]

- Denariano – Los Denarianos son el nivel medio del Cuerpo Nova. Ellos tienen acceso a 75% de la Fuerza Nova comparados con los Centuriones. Los Denarianos pueden levantar aproximadamente 15 toneladas.[cita requerida]

- Mileniano – Los Milenianos tienen 50% de la Fuerza Nova en comparación con los Centuriones. Ellos no pueden volar, pero pueden pilotar avionetas pequeñas. Los Milenianos pueden levantar unas 10 toneladas, tienen invulnerabilidad limitada, y tienen pequeñas pistolas láser de fotones en los brazaletes de su uniforme.[cita requerida]

- Oficial – Los oficiales son el nivel de entrada del Cuerpo Nova. Cualquier graduado de la Academia Espacial se debe anotar en el Cuerpo Nova después de la graduación. Ellos tienen acceso al 25% de la Fuerza Nova en comparación con los Centuriones. Pueden levantar aproximadamente 5 toneladas con invulnerabilidad limitada. Al igual que los Milenianos, los oficiales tienen pequeñas pistolas láser de fotones en los brazaletes del uniforme.[cita requerida]

### Miembros conocidos
- Adora – Adora es la Reina de Xandar. A pesar de que es asesinada en el ataque de Nebula a Xandar,[2] ella es clonada por el Mundomente Xandariano.[14] Ella tenía el título de Primer Comandante del Cuerpo, pero su paradero actual es desconocido.

- Caminante Aéreo (Gabriel Lan) – Lan es un miembro Xandariano de la fuerza militar y exploratoria. Es elegido por Galactus para servir como un heraldo, pero muere en la batalla.[15] Más tarde vuelve a la vida en un cuerpo androide.[16]

- Jesse Alexander - Alexander es un antiguo oficial Nova de la Tierra y el padre de Sam Alexander. Actualmente es prisionero en un planeta aún desconocido.

- Sam Alexander – Alexander es el último miembro del Cuerpo Nova de la Tierra. Se convierte en un miembro del cuerpo, cuando su padre, Jesse Alexander, deja tras de sí su casco Nova.[8] Él es el personaje principal de Nova vol. 5.

- Josh Atwater – Atwater es un miembro humana del Cuerpo Nova. Él es muerto en combate durante la Guerra de Reyes.[17]

- Rhomann Dey - Dey es el Centurión Nova de Xandar que reclutó a Richard Rider. Él mata a Zorr antes de morir él mismo.[18]

- Kyle Dyne – Dyne es un Oficial Nova. Su única aparición es en Nova vol. 4, #25 (julio de 2009).

- Firelord (Pyreus Kril) – Kril fue un miembro Xandariano de la fuerza militar y exploratoria que es seleccionado por Galactus para servir como un heraldo.[15] Se le vio por última vez cazando a los responsables de la destrucción de su planeta.

- Fraktur – Fraktur es un Kakaranthariano con el rango de Mileniano Nova y el primo de Fin Fang Foom.

- David Green – La única aparición de Green es en Nova vol. 4, #25 (julio de 2009).

- Grot – Grot es un Centurión Nova que muere luchando con Kraa.[19]

- Ko-Rel – Ko-Rel es una oficial Nova preparado durante el ataque de "Conquista" sobre los Kree. Ella es asesinada después de una breve, pero heroica temporada como oficial.[20] Su esencia es utilizada como molde para la interfaz del Cuerpo con el Mundomente Xandariano].[21]

- Lucas Maats – Maats es un humano que se une al Cuerpo Nova bajo Nu-Xandar (una unificación del Mundomente Xandariano y Ego el Planeta Viviente). Es saltado por los aires por un láser durante la historia de Guerra de Reyes.[17]

- Matu Makalani – Makalani es uno de los humanos elaborados como oficiales en el Cuerpo Nova por el Mundomente Xandariano. Es asesinado por un disparo de un Destructor Shi'ar.[22]

- Morrow – Morrow es un Centurión Nova Mefitisoide que es reclutado en secreto por el Mundomente Xandariano.

- Lindy Nolan – Nolan es uno de los humanos reclutados como oficial en el Cuerpo Nova por el Mundomente Xandariano.

- Nova Omega (Garthan Saal) – Saal es un sobreviviente de la segunda destrucción de Xandar. Él se volvió loco por el poder del Cuerpo Nova.

- Tre Owens – Nolan es uno de los humanos reclutados como oficial en el Cuerpo Nova por el Mundomente Xandariano.

- Zan Philo – Philo es un extraterrestre no identificado con el rango de Centurión Nova. Su brazo izquierdo es reemplazado por un brazo mecánico y otro extraterrestre.

- Powerhouse (Rieg Davan) - Powerhouse fue entrenado como un miembro de la División Sifón del Cuerpo. Después de recuperarse de la amnesia y un lavado de cerebro por Cóndor en la Tierra, él vuelve a su planeta Xandar como uno de los Campeones de Xandar. Es asesinado cuando Nebula destruye su mundo.[2]

- Pyo – Pyo es un Centurión Nova Rigelliana. Ella es asesinada cuando la Ola de Aniquilación ataca Xandar.[3]

- Quasar (Wendell Vaughn) – Quasar es reclutado de forma temporal durante la guerra con el Cancerverso.[23]

- Qubit – Qubit es un ser sintorgánico, uno de los Harmonites Manufacturados. Él es uno de los miembros reclutados en secreto por Mundomente Xandariano.

- Irani Rael – Rael es un Centurión Nova Rigeliano que es reclutado en secreto por el Mundomente Xandariano.

- Richard Rider – Rider es el Centurión Prime Nova hasta que es aparentemente asesinado cuando Thanos trae a la Muerte al Cancerverso.[24]

- Robert Rider – Rider es el hermano de Richard Rider que fue hecho miembro por el Mundomente Xandariano después de que ayuda a revivirlo.[25] En otra línea de tiempo él era el elegido originalmente para reemplazar a Rhomann Dey y se convirtió en Nova 0:0[26]

- Samaya – Samaya es una Centurión Nova de Centauri-IV. Ella es asesinada por la Ola de Aniquilación.[3]

- Freya Shane – Shane es un oficial Nova. Su única aparición es en Nova vol. 4, #25 (July 2009).

- Malik Tarcel – Tarcel es un Shi'ar que es elegido para reemplazar a Richard Rider como Nova Prime cuando es expulsado del Cuerpo.[27]

- Tas'Wzta – Tas'Wzta es un Centurión Nova D'Bari. Es asesinado cuando la nave de Kraa explota.[28]

- Zyziwc Tiel – Tiel es un oficial Nova. Su única aparición es en Nova vol. 4, #25 (julio de 2009).

- Torthar – Torthar es un Centurión Nova que es asesinado por Kraa.[28]

- Tanak Valt – Valt es el Xandariano que funda el Cuerpo Nova y lidera los Campeones de Xandar. Él y su esposa, la reina Adora mueren cuando Nebula destruye su mundo.[2]

- Suki Yumiko – Yumiko una de los humanos reclutados como oficial en el Cuerpo Nova por el Mundomente Xandariano. Ella es torturada y asesinada por Xenith (el primo de Gladiador).[17]

NOTA: El Cuerpo Nova también se ha afiliado a un grupo conocido como los Campeones de Xandar.

## En otros medios

### Televisión
- Un miembro no identificado del Cuerpo Nova aparece como personaje de fondo en varios episodios de Silver Surfer. Richard Rider hace un cameo en "Curvas de Aprendizaje, Pt. 1".
- El Cuerpo Nova aparece en The Super Hero Squad Show episodio "Son tan lindos cuando explotan." Terminan peleando contra Thanos cuando él los apunta con el fin de obtener la Gema del Infinito del Poder. El Cuerpo Nova es derrotado por Thanos y Nova Prime (Richard Rider) es tomado como rehén.
- La versión de Sam Alexander como Nova aparece como un personaje principal en la tercera temporada de Ultimate Spider-Man: Web Warriors. En el episodio "El Regreso de los Guardianes de la Galaxia", los héroes se enfrentan a un exmiembro del Cuerpo Nova llamado Titus. Sam afirma ser todo lo que queda del Cuerpo, pero esta afirmación no está elaborada.
- El Cuerpo Nova aparece en la nueva serie Guardianes de la Galaxia, episodio "Orígenes" y se mencionan en "El Camino a Knowhere". Entre los miembros conocidos están Rhomann Dey, Titus e Irani Rael. El diseño de los soldados de Nova se asemeja a la variedad de la película, pero sus cascos se asemejan a los cómics. La próxima temporada presenta a los Nova Centurions, que se basan en sus contrapartes principales. En esta versión, eran una división de élite secreta de los Nova Corps que utilizaban la Nova Force para proteger a Adam Warlock o destruirlo si se volvía malvado, pero ya no están en existencia en el momento de la serie. Sam Alexander finalmente se convierte en uno de los primeros en generaciones en manejar el casco Nova Centurion.
- Una variante de los Nova Corps, aparece en el primer episodio de la segunda temporada de What if...? (¿Que pasaría si Nebula se uniera a los Nova corps). Luego de que Ronan traicionara a Thanos, Nebula se une a los Nova corps, pero es traicionada por Nova Prime y Yon Rogg, luego forma un equipo con Howard el pato, Korg y Groot, descubriendo que los Nova Corps trabajan para Ronan y asesinaron a Yondu, finalmente Nebula y su equipo vencen a los Nova corps.

### Películas
- El Cuerpo Nova aparece en la película de 2014 Guardianes de la Galaxia. Glenn Close ha sido elegida como la Comandante Rael, la líder del Cuerpo Nova,[29][30] mientras que John C. Reilly y Peter Serafinowicz interpretarán a Rhomann Dey y Denarian Garthan Saal, unos oficiales de alto rango del Cuerpo Nova.[31] Arrestan a Peter Quill, Gamora, Rocket Raccoon y Groot en Xandar después de que causen una perturbación pública y los envíen al Kyln, una prisión segura. Los Guardianes ayudan a detener el ataque de Ronan al Acusador contra Xandar, y el Cuerpo Nova elimina a cada uno de los registros criminales de los Guardianes en gratitud. Una Piedra Infinita se coloca en el cuidado del Cuerpo para la custodia. La versión cinematográfica del Cuerpo Nova actúa como una fuerza policial tradicional, sin mención de la fuerza Nova. Cuando se le preguntó sobre una nueva película en solitario, James Gunn dijo: "Creo que siempre hay una oportunidad de una película de Nova."[32]
- Los Nova Corps se mencionan en Avengers: Infinity War (2018) como derrotados y posiblemente la mitad de su número junto con la población local que fue aniquilada por Thanos cuando invadió y diezmó al planeta Xandar en busca de la gema del poder antes de que invadiera la nave asgadiana en busca de la gema del espacio.
- Los Nova Corps vuelven a aparecer en Avengers: Endgame (2019) en donde los sobrevivientes de la invasión que hizo el Thanos del presente se aparecen por los portales creados por los hechiceros para ayudar a los Vengadores y vencer al Thanos de 2014 y a su ejército.

### Videojuegos
- Los Nova Corps aparecen en Guardians of the Galaxy: The Telltale Series.
- El personaje de Richard Rider aparecen los jeugos  Ultimate Marvel vs. Capcom 3 y Marvel vs. Capcom: Infinite